# Britanske podmornice klase R
Klasa R je oznaka za klasu britanskih podmornica lovaca. Planirana je izrada 12 plovnih jedinica a dizajnirane su posebno za ulogu lova njemačkih podmornica tijekom 1. svjetskog rata koje su Britaniji potapale velike količine tereta i ratne pomoći.

## Razvoj
Početkom ožujka 1917. godine DCN je prema konstruktorima izišao sa zahtjevom za izgradnju male podmornice koja će se odlikovati velikom podvodnom brzinom, što je bio tehnološki preduvjet za primjenu taktike podmornica lovaca. Tijekom sljedećih mjeseci početni projekt podmornice lovca bio je stalno poboljšavan i dorađivan tako da je konačnu projektnu dokumentaciju za ovu klasu DCN odobrio potkraj rujna iste godine. Već u listopadu 1917. potpisan je ugovor o izgradnji 12 podmornica klase R. Prema potpisanom ugovoru, podmornice su izgrađene u pet različitih brodogradilišta. Prva završena i isporučena podmornica ove klase bila je R7, koju je Vickers izgradio unutar devet mjeseci od narudžbe. Do kraja 1. svjetskog rata bilo je završeno ukupno sedam podmornica, a gradnja dviju od njih (R5 i R6) bila je otkazana.

## Dizajn
Namjera britanskih konstruktora i stratega bila je stvoriti podmornicu lovca koja će se odlikovati relativno malim deplasmanom, snažnim torpednim naoružanjem i velikom podvodnon brzinom. Zbirni učinak tih čimbenika uz dobre manevarske osobine trebali su podmornici osigurati prednost u lovu na njemačke podmornice. S duljinom od nepunih 50 m i širinom od 4,64 m, podmornice klase R istiskivale su 410 tona u površinskoj i 503 tone u podvodnoj plovidbi. Prema DCN-ovim podacima, pričuvni uzgon iznosio je 23,5%. Bile su to jednotrupne podmornice, vretenastog oblika da bi se što brže kretale kroz vodu. Površinska propulzija klase R temeljila se na jednom osmocilindričnom okomitom glavnom dizel-motoru preuzetog s podmornica klase H koji je razvijao tek nekih 240 KS pri 380 o/min.
Relativno slabi dizel-motor mogao je osigurati maksimalnu brzinu od tek 9,5 čvorova. Međutim, treba odmah napomenuti da on i nije bio namijenjen za postizanje velike površinske brzine. Njegova glavna zadaća bila je prvenstveno punjenje snažne akumulatorske baterije. Odmah iza glavnog dizel-motora prema krmi bila su instalirana dva električna motora, koji su razvijali svaki po 600 KS.

Za klasu R važno je napomenuti da je dobila još jedan pomoćni električni motor od 25 KS, koji je bio izravno spojen na propelersku osovinu i služio za tzv. šuljajuće režime rada, tj. za sve one slučajeve kada se trebalo tiho i neprimijećeno približiti neprijateljskoj podmornici. Ove pomoćne električne motore proizvele su tvornice motora u Chatamu (za R1 i R4), NB Diesel Co.
Za R10 te Ruston & Hornsby za R7 i R9 i R11-R12. Električnu energiju osiguravala je baterija od 220 ćelija (jednaka onoj na klasi J), podijeljenih u četiri sekcije po 55 ćelija. Veliki kapacitet baterija omogućavao je maksimalnu podvodnu brzinu od 15 čvorova. U šest unutarnjih tankova moglo se ukrcati 13,25 tona goriva (tipa 0,896), što je podmornicama omogućavalo doplov od 2000 NM brzinom od 9 čv. 
Osnovno naoružanje podmornica klase R činilo je šest pramčanih torpednih cijevi kalibra 440 mm. Prostor torpednih cijevi bio je vodonepropusnom pregradom odvojen od ostatka unutarnjeg prostora podmornice. Prvobitno je bio planiran i pramčani top od 76 mm, ali se poslije odustalo od njegove ugradnje jer bi to degradiralo ionako mali raspoloživi prostor za posadu koja je brojila 22 člana. Smještaj pričuvnih torpeda (6 komada) išao je izravno na uštrb udobnosti posade. Jedan od najvažnijih dijelova opreme koji je ciljano ugrađen na klasu R bilo je pet osjetljivih hidrohonskih jedinica, koje su trebale, kako je to tada Admiralitet objašnjavao, "omogućiti otkrivanje i prilazak neprijateljskoj podmornici bez uporabe periskopa". Prislušna hidrofonska postaja bila je instalirana odmah iza torpednog prostora. 
Podmornice klase R preživjele su ratne godine i ostale su u službi sve do listopada 1922., kada je i posljednja od njih otpisana iz flotne liste kraljevske mornarice.

## Poveznice
|  | Zajednički poslužitelj ima stranicu o temi British R class submarine    |
|  | Zajednički poslužitelj ima još gradiva o temi British R class submarine |